# Roberto Di Donna
Roberto Di Donna (ur. 8 września 1968 w Rzymie) – włoski strzelec sportowy. Dwukrotny medalista olimpijski z Atlanty.
Specjalizował się w strzelaniu z pistoletu. Brał udział w czterech igrzyskach (IO 88, IO 92, IO 96, IO 00). W 1996 triumfował na dystansie 10 metrów w pistolecie pneumatycznym i był trzeci w pistolecie dowolnym (50 m).